# Research Rabbit
Research Rabbit es una herramienta de inteligencia artificial (IA) diseñada para agilizar el proceso de revisión de la literatura.
Lanzado en 2021, ofrece una interfaz intuitiva que simplifica la gestión de proyectos,  permite a los usuarios realizar un seguimiento de los hallazgos bibliográficos, crear bibliografías y resumir artículos, lo que reduce significativamente el tiempo dedicado a los métodos de investigación tradicionales. Entre sus características se incluye la gestión automatizada de la investigación, herramientas avanzadas de mapeo para visualizar redes de citas e integración con el gestor de referencias bibliográficas Zotero. Research Rabbit es una herramienta gratuita.

## Historia
Research Rabbit fue desarrollado por la empresa Research Rabbit Inc., fundada en 2020. Esta herramienta fue creada por Lulú Liang y Eduardo L’Hotellier para ayudar a los investigadores a descubrir artículos académicos relevantes y explorar redes de citación de manera visual. Fue concebido como una respuesta a la creciente demanda de procesos de investigación más eficientes en el ámbito académico. A medida que el volumen de literatura académica continúa expandiéndose, los investigadores se enfrentan a desafíos para navegar por este vasto panorama de manera efectiva. Los desarrolladores se propusieron crear una herramienta que pudiera agilizar el flujo de trabajo de investigación mejorando las capacidades de búsqueda y el acceso a la literatura relevante.
La fase inicial de desarrollo se centró en la integración de inteligencia artificial avanzada para impulsar funcionalidades de búsqueda personalizadas, lo que fue esencial para aumentar la productividad general de la investigación. La plataforma fue diseñada para visualizar relaciones complejas entre artículos académicos, brindando a los usuarios una comprensión clara de las redes de citas y las conexiones relevantes.

## Características y funciones

### Gestión automatizada de la investigación
ResearchRabbit utiliza IA para automatizar diversos aspectos del proceso de investigación, lo que reduce significativamente el tiempo dedicado a las revisiones bibliográficas. Los usuarios pueden crear una cuenta personal para acceder a funciones como alertas personalizadas para publicaciones recientes y tendencias emergentes dentro de sus campos de interés, lo que les permite mantenerse actualizados.

### Herramientas de visualización y colaboración
La plataforma ofrece capacidades de visualización, lo que permite a los usuarios ver conexiones y patrones entre artículos y autores. Esta característica es esencial para los esfuerzos de colaboración, ya que promueve una comunidad de investigación interconectada al permitir que los usuarios compartan hallazgos y colaboren en proyectos. ResearchRabbit admite la creación de mapas conceptuales, que representan visualmente las relaciones entre diferentes variables de investigación.

### Herramientas de mapeo avanzadas
Los usuarios pueden hacer un seguimiento de las conexiones de  hasta 50 artículos, representados en un formato de gráfico interactivo con puntos verdes, que indican los artículos de la colección de un usuario y puntos azules que representan los artículos recomendados. Las líneas que conectan estos puntos ilustran las relaciones de citación, mientras que la intensidad del color y el tamaño de los puntos reflejan la actualidad y la conectividad de los artículos. 

### Visualizaciones interactivas
Las visualizaciones interactivas permiten a los usuarios explorar redes de artículos y coautorías, lo que facilita el descubrimiento de nuevos artículos académicos. Al hacer clic en artículos específicos, los usuarios pueden ver conexiones relacionadas, como artículos que citan o son citados por el trabajo seleccionado. Esta función permite evaluar la influencia y la precedencia de un artículo dentro de su dominio académico. 

## Recepción
ResearchRabbit ha generado una mezcla de entusiasmo y cautela. Los usuarios han descrito la herramienta como un “segundo cerebro” para la revisión de la literatura, y han señalado que facilita significativamente el proceso de investigación al automatizar gran parte del trabajo de descubrimiento de la literatura. Muchos aprecian su capacidad de generar sugerencias adaptadas a los intereses individuales, comparando la experiencia con tener un asistente de investigación que se vuelve más inteligente con cada artículo agregado a la colección.  A pesar de los comentarios positivos, en las revisiones de la literatura se han planteado algunas inquietudes con respecto a las limitaciones de las herramientas de IA. Los críticos señalan posibles sesgos en los algoritmos y enfatizan la necesidad de supervisión humana para garantizar la precisión y la interpretación de información.

## Sitio oficial
https://www.researchrabbit.ai/